# Trélazé
Trélazé – miejscowość i gmina we Francji, w regionie Kraj Loary, w departamencie Maine i Loara.
Według danych na rok 2010 gminę zamieszkiwały 12 384 osoby, a gęstość zaludnienia wynosiła 1015 osób/km².